# Mohammad ibn Ali Abbasi

## Biografi
Muhammad ibn Ali ibn Abdullah (även känd som Muhammad al-Imam), född ca 679, död 744, var sonson till Abbas ibn Abd al-Muttalib som var den muslimske profeten Muhammeds farbror. Abdullah föddes i Hawara i Jordanien och var far till de två första abbasidiska kaliferna, As-Saffah och Al-Mansur. På så sätt var han stamfader till den abbasidiska dynastin. Skillnaden i ålder mellan honom och hans far, Ali ibn Abdullah ibn al-Abbas, var fjorton och ett halvt år, vilket gjorde det svårt att skilja de båda åt tills de började färga sina skägg (hans far använde svart färg).
Muhammad ibn Ali ibn Abdullah var en asketisk forskare som flyttade till byn Hawara i Jordanien för att söka kunskap och tillbedjan. Han började predika där och hade femhundra träd i Hawara, under vilka han bad sina böner. Han lärde också sina barn kunskap och tillbedjan. På grund utmattning fick han smeknamnet al-Sajjad. (Det ska inte förväxlas med Ali Zayn al-Abidin som också kallas al-Sajjad.)
Efter kalifen och imamen Muhammad ibn al-Hanafiyas död c:a 700 överfördes imamatet till hans son Abu Hashim, som i sin tur överförde det till Muhammed. Detta banade väg för den abbasidiska rörelsen och den abbasidiska revolutionen. Muhammad ibn Ali ibn Abdullah var ledaren för det abbasidiska upproret mot Umayyadkalifatet. Abu Hashim Abdullah bin Muhammad bin Ali bin Abi Talib uppmanade honom att kalifatet borde tillhöra familjen till profethuset, så han började med det. 
Han efterträddes av sin son Ibrahim ibn Muhammad, men när den siste umayyadiska kalifen Marwan ibn Muhammad, känd som Marwan II, fick reda på Ibrahims order arresterades han och sattes i fängelse, där han senare dog. Efter Ibrahim ibn Muhammads död efterträddes denne av sin bror, As-Saffah, som utropade kallelsen för första gången och etablerade abbasidkalifatet.